# Cerebratulus ischurus
Cerebratulus ischurus är en djurart som tillhör fylumet slemmaskar, och som beskrevs av Punnett 1903. Cerebratulus ischurus ingår i släktet fläsknemertiner, och familjen Cerebratulidae. Inga underarter finns listade i Catalogue of Life.